# Le Ruisseau (film, 1929)
Pour les articles homonymes, voir Le Ruisseau.
Pour plus de détails, voir Fiche technique et Distribution.
Le Ruisseau est un film français réalisé par René Hervil et sorti en 1929.

## Synopsis
Un peintre célèbre a un grand amour, Madeleine Granval, femme du monde riche et divorcée, qui le trompe. Pour se consoler, il va à Montmartre où il fait la connaissance de Denise Fleury, jeune femme tombée dans la misère.

## Fiche technique
- Réalisation : René Hervil, assisté de Fernand Lefebvre
- Scénario : d'après une pièce de Pierre Wolff
- Photographie : Raoul Aubourdier, Georges Lafont
- Société de production : Eclair, Société des Cinéromans
- Société de distribution : Les Films Paramount
- Pays de production :  France
- Format : Noir et blanc - Muet - 1,33:1 - 35 mm
- Date de sortie : 
  - France : 30 août 1929

## Distribution
- Louise Lagrange : Denise Flory
- Lucien Dalsace : Paul Brébant
- Olga Day : Madeleine Granval
- Félix Oudart : M. Edouard
- Roland Caillaux
- Pépée Bonys
- Tony D'Algy[1] : Briet
- Paul Ollivier
- André Nicolle
- Diana Kotchaki
- René Lefèvre : Un client
- Alexandre Mihalesco